# 박각시
박각시(영어: Convolvulus hawkmoth, 학명: Agrius convolvuli)는 박각시과 박각시속에 딸린 커다란 나방이다. 날개 너비는 80 ~ 105 mm이다. 몸 색깔은 전체적으로 회색조지만, 복부에 검고 붉고 흰 섬세한 무늬가 있다. 몸이 유선형이며, 앞날개가 길고 뒷날개는 작다. 해질 무렵에 나와 꽃을 찾아다니며 꽃꿀을 빤다. 유충은 '깻망아지'라 불리며 고구마나 꽃의 잎을 갉아 먹는다. 유충 중에는 몸 뒷부분에 날카로운 뿔이 있는 것이 있다. 유충은 고치를 만들지 않고 흙 속에서 번데기 단계를 보낸다. 한국을 비롯한 아시아와 유럽 지역에 분포한다.

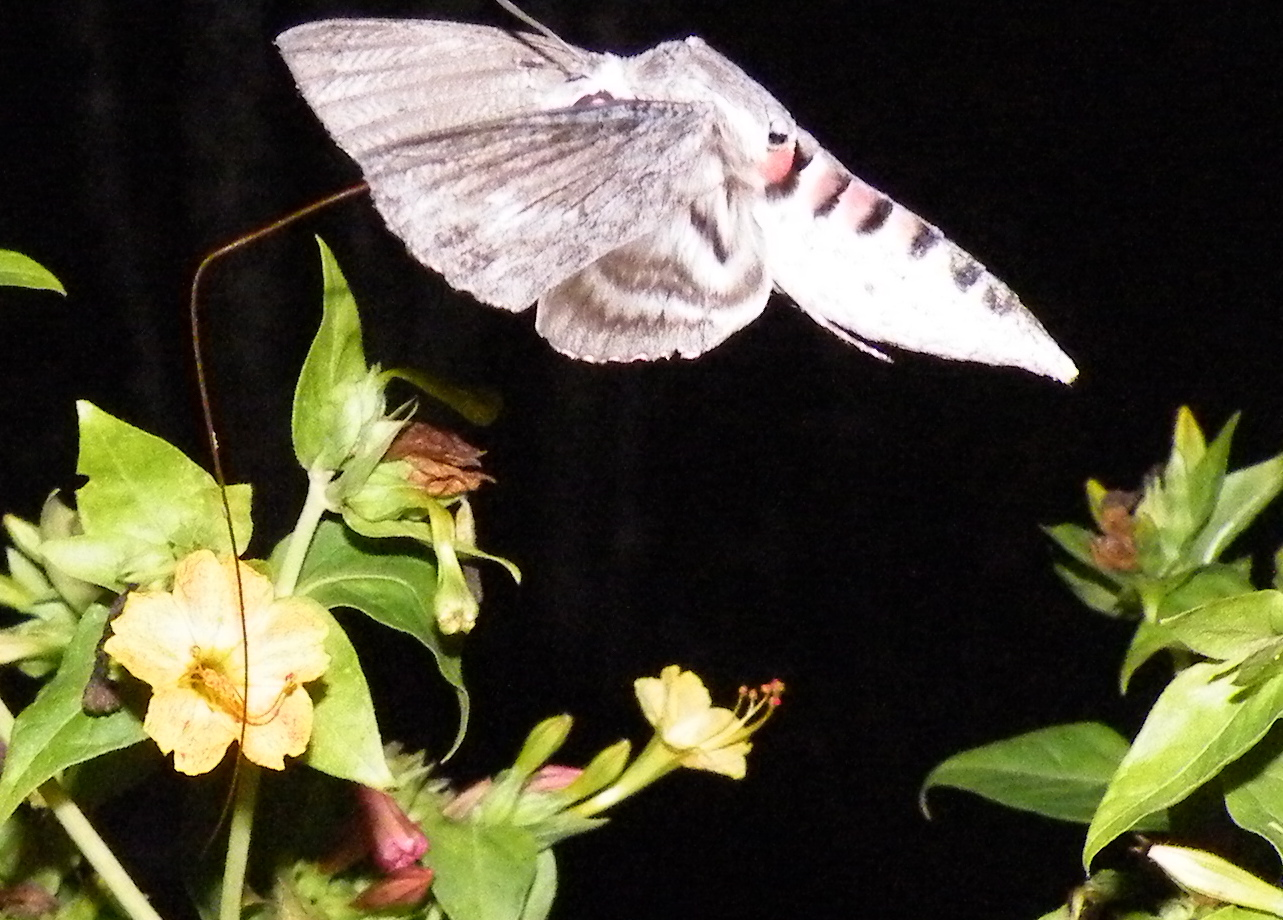
꿀을 빠는 박각시.

박각시는 해질녘 황혼 무렵을 가장 좋아해 이때쯤 꽃 주위를 날아다니는 것이 쉽게 발견된다. 이 나방은 빛을 매우 좋아하기 때문에 고속도로에서 자동차에 달려들어 치어 죽기도 한다. 또한 사람들이 벌새로 많이 오인하는 나방이기도 하다.
유충인 감자벌레가 메꽃과 식물(Convolvulaceae)의 잎을 갉아먹기 때문에 학명이 convolvuli로 명명되었다. 메꽃 외에도 천남성, 콩, 아욱 등 가리지 않고 먹으며, 나팔꽃의 해충이다. 성충은 자기 몸보다도 더 긴 빨대 모양의 주둥이를 사용해 꽃꿀을 빨아먹는다.

## 사진첩

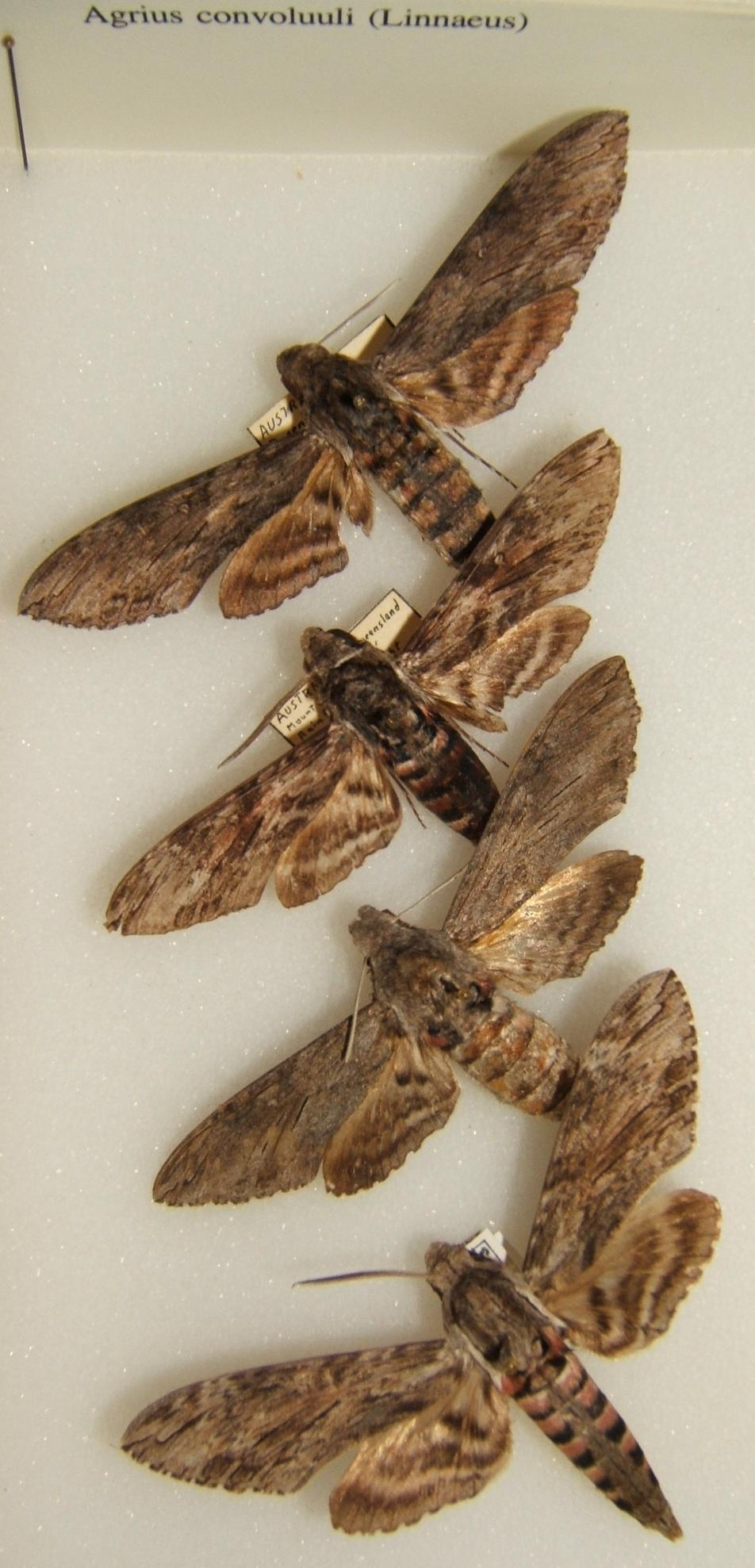
다양한 박각시.
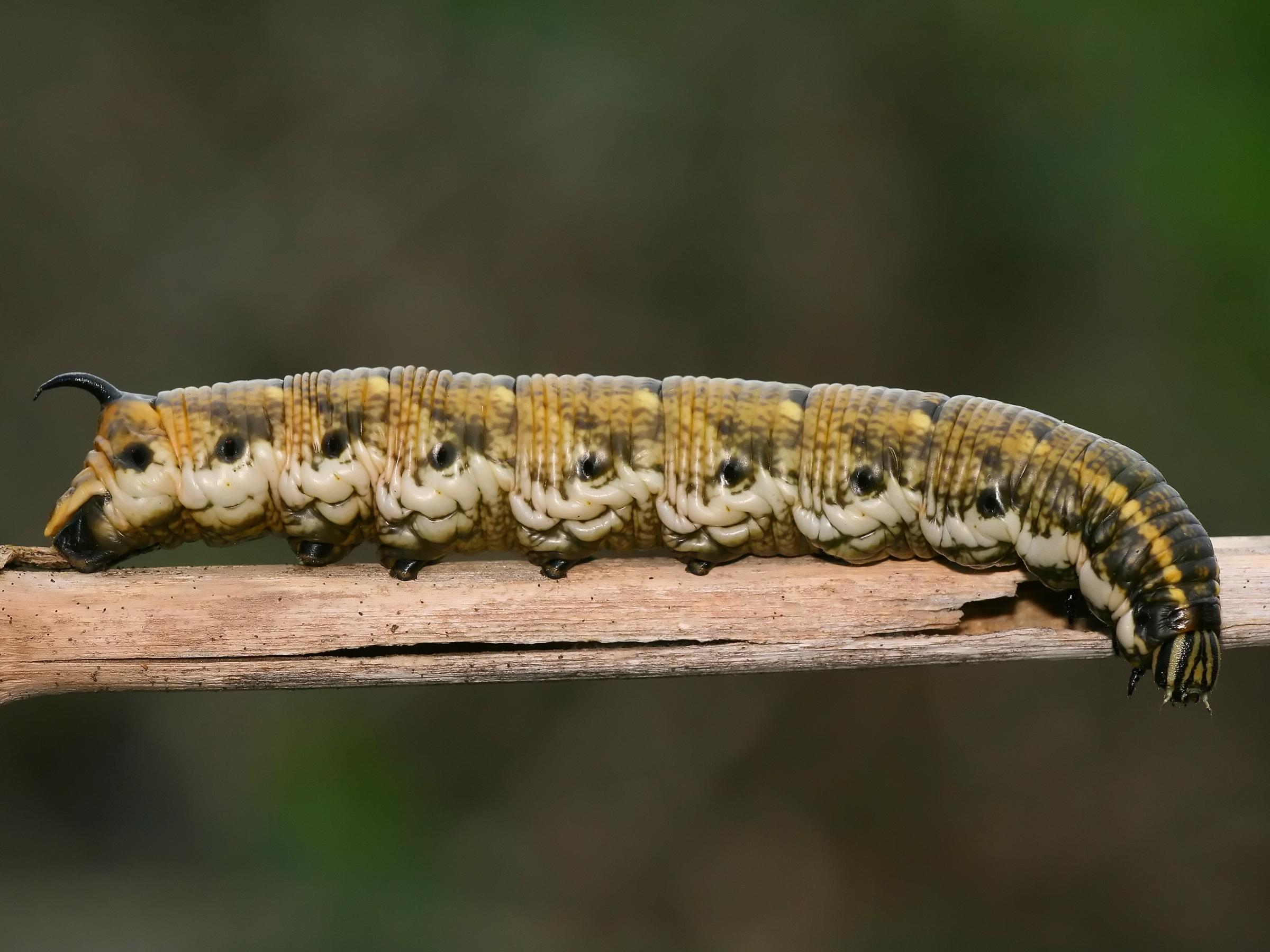
감자벌레(박각시 유충).
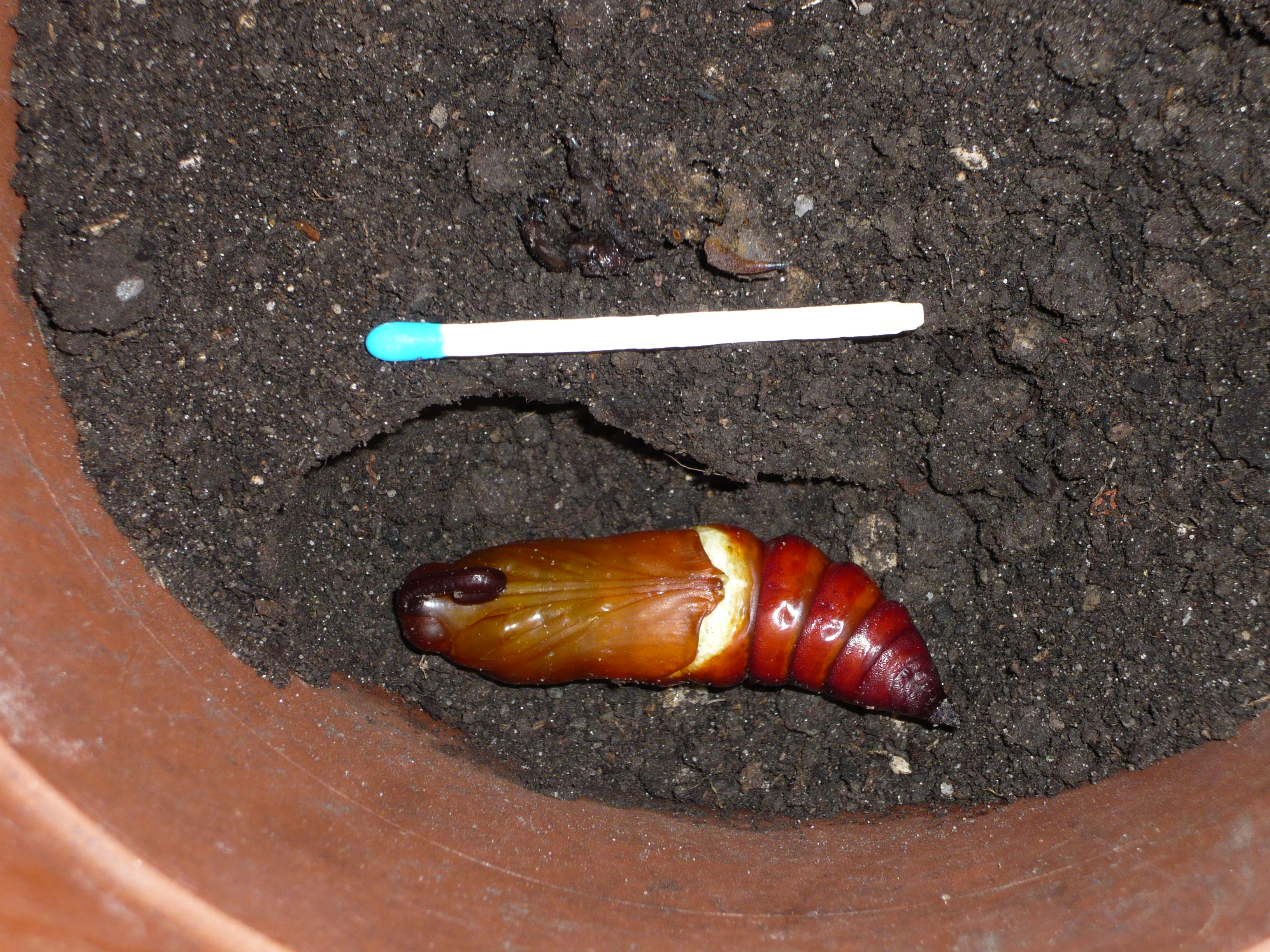
박각시 번데기.